# 科雷焦
科雷焦（義大利語：Correggio），是意大利雷焦艾米利亚省的一个市镇。总面积77平方公里，人口24985人，人口密度324.5人/平方公里（2009年）。ISTAT代码为035020。